# Ray Strachey
Ray Strachey (Londres, 4 de junio de 1887 – Londres, 16 de julio de 1940) fue una ensayista, biógrafa y sufragista inglesa. Luchó por la igualdad de derechos laborales y salariales y por el acceso sin condiciones a profesiones, cargos públicos y puestos laborales para las mujeres.

## Biografía
Su nombre de nacimiento fue Rachel Pearsall Conn Costelloe. Su padre fue el procurador Francis Conn Costelloe y su madre la historiadora de arte Mary Pearsall Smith, hermana del escritor Logan Pearsall Smith y de Alys Pearsall Smith, primera esposa de Bertrand Russell. Fue la mayor de dos hijas en su familia y junto con su hermana menor fueron criadas como católicas, hasta que su madre dejó a su esposo para casarse con el historiador de arte Bernard Berenson, y pasaron a ser educadas por su abuela Hannah Whitall Smith, de religión cuáquera, sufragista y activista del movimiento por la Templanza.
Estudió matemáticas en el Newnham College, college femenino de la Universidad de Cambridge, donde conoció a Ellie Rendel, sobrina de Lytton Strachey, quien la vinculó a otras sufragistas y juntas formaron un grupo universitario de apoyo al voto femenino.
Se casó el 30 de mayo de 1911 en Cambridge con Oliver Strachey, años más tarde oficial del Foreign Office y criptólogo, hermano mayor del escritor y biógrafo Lytton Strachey, miembro del círculo de Bloomsbury, y del psicoanalista James Strachey. Su suegra fue Lady Jane Strachey, una conocida escritora y sufragista que colideró la marcha del barro («Mud march»), la primera gran manifestación sufragista en Londres, el 7 de febrero de 1907.
Interrumpió su actividad sufragista para radicarse con su marido en India, donde varios miembros de la familia Strachey, incluyendo su suegro Richard Strachey, habían sido o todavía eran miembros de la administración británica de la región del Indostán. Intentaron establecerse como historiadores de la India pero no se adaptaron y regresaron a Londres tras el primer embarazo de Ray. Solo produjeron un pequeño volumen de historia india, Keigwin's Rebellion, publicado en 1916. Tuvo dos hijos, Christopher y Barbara, siendo una de las pocas feministas de su época que combinó maternidad con trabajo de tiempo completo.
En 1913 fue elegida presidente de la Sociedad Londinense para el Voto Femenino («London Society for Women's Suffrage»), donde trabajó en conjunto con su cuñada Philippa «Pippa» Strachey (1872 – 1968), colaboración que se extendió durante toda su vida. 
Durante la Primera Guerra Mundial se dedicó al fomento del trabajo femenino. Junto con Pippa Strachey organizó la Oficina de Mujeres («Women's Service») que proveía a mujeres con trabajo y entrenamiento laboral vinculado al esfuerzo de guerra británico. Dirigió el Comité de empleo de la oficina de mujeres («Women's Service Employment Committee»).
También fue una muy cercana colaboradora de la activista feminista Millicent Fawcett y se opuso a que el movimiento sufragista fuera absorbido por el partido Laborista. El trabajo desarrollado por las mujeres durante la Primera Guerra Mundial, más la necesidad de reformar el sistema electoral para que los soldados pudiesen votar, generó el ambiente y la simpatía necesaria para que las demandas sufragistas fuesen atendidas en el parlamento británico. 
En 1916 fue designada secretaria parlamentaria honoraria de la Sociedad Nacional para el Voto Femenino («National Society for Women's Suffrage»), con el propósito de supervisar el tratamiento en el parlamento de una ley que permitiera a las mujeres presentarse como candidatas en elecciones parlamentarias. Esta ley, conocida como Ley de Calificación de las Mujeres («Qualification of Women Act 1918»), fue aprobada en 1918, meses antes de que la ley de Representación del Pueblo («Representation of the People Act 1918») permitiese el voto femenino parcial en el Reino Unido. Recién en 1928 se aprobó la ley que permitió el voto femenino en igualdad de condiciones con el masculino («Representation of the People (Equal Franchise) Act 1928»).
Después de la Primera Guerra Mundial fue editora del periódico sufragista The Common Cause y luego de The Women's Leader, sucesor del primero. Luchó a favor de la extensión de derechos laborales a las mujeres, en particular acceso a todas las profesiones, cargos públicos y todo tipo de empleos e igualdad en el pago salarial. Fundó y dirigió la Federación de Empleo Femenino («Women's Employment Federation»).
Fue candidata independiente en las elecciones parlamentarias de 1918, 1920 y 1922 pero fue derrotada. Durante algunos años fue asistente parlamentaria honoraria de Nancy Astor, la primera mujer en acceder al parlamento británico. A partir de 1931 fue secretaria política rentada de Astor. Escribió en varios periódicos y participó en varios programas radiales de la BBC.
Su primer trabajo escrito fue la novela The World at Eighteen, publicada en 1907 a sus 18 años. Escribió biografías de sufragistas famosas como Millicent Fawcett y Frances Willard y dos novelas más. La mayor parte de sus publicaciones están relacionadas con la lucha por el sufragio femenino y los derechos laborales de las mujeres. Su libro más conocido es The Cause (La Causa), de 1928, sobre la historia del movimiento feminista en Gran Bretaña. También escribió Careers and Openings for Women (1935), un manual y análisis sociológico sobre el mercado laboral femenino y una colección de ensayos bajo el título Our Freedom and its Results (1936), que resumía los cambios legales y socioeconómicos en la condición de la mujer desde la aprobación del voto femenino.
Los papeles personales y documentos de Ray Strachey son conservados en la Biblioteca «The Women's Library» de la Universidad Metropolitana de Londres (London Metropolitan University).
Falleció en 1940 en el Royal Free Hospital, tras una operación para remover un tumor fibroide de la que no pudo recuperarse.

## Obras
Novelas
- The World at Eighteen (1907, publicada bajo su nombre de nacimiento: Ray Costelloe)
- Marching On (1923)
- Shaken By The Wind (1927)

Biografías
- Frances Willard: her Life and Work (1912)
- A Quaker Grandmother (1914, biografía sobre su abuela Hannah Whitall Smith)
- Millicent Garrett Fawcett (1931)

Ensayos sobre el rol de la mujer
- Women's Suffrage and Women's Service (1928)
- The Cause: A Short History of the Women's Movement in Great Britain (1928)
- Careers and Openings for Women (1935)
- Our Freedom and Its Results (1936)